# Dactylonia ascidicola
Dactylonia ascidicola is een garnalensoort uit de familie van de Palaemonidae. De wetenschappelijke naam van de soort is voor het eerst geldig gepubliceerd in 1898 door Borradaile.